# Salla Dieng
Salla Dieng ou encore Rama Salla Dieng, née en 1987, est une écrivaine, universitaire et militante féministe sénégalaise. Elle est Spécialiste du développement international en Afrique.

## Biographie

### Formation et diplômes
Salla Dieng a étudié à l’Université Montesquieu de Bordeaux en France et obtenu une Maitrise en Sciences politiques. Par la suite, elle obtient dans la même Université, un double Master en Coopération internationale et Gestion des Risques dans les pays en développement. Elle est également titulaire d’un Master et d’un Doctorat en Études du Développement de la School of African and Oriental Studies, de l’Université de Londres (Angleterre). 

### Expérience professionnelle
Salla Dieng a travaillé à l’Institut africain de développement économique et de planification(IDEP), précisément dans le domaine de la recherche politique. Elle a aussi travaillé pour le PNUD(Programme des Nations unies pour le Développement) à Maurice.
Aujourd’hui chercheuse en féminisme, Salla Dieng occupe depuis janvier 2019, la fonction de maîtresse de conférence en Développement International et Etudes Africaines à l’Université d’Edimbourg en Ecosse,. Elle est par ailleurs membre des Conseils d’administration de l’African Studies Association(ASA-UK), de la Development Studies Association(DSA-UK), et de Africa in Motion(UK) du Royaume-Uni,. Enfin, elle fait partie des facilitateurs du groupe de travail sur la terre, les politiques et la durabilité de la DSA-UK.

## Œuvres
- 2008 : La dernière lettre
- 2021 : Féminismes africains : une histoire décoloniale